# Kościół św. Jakuba Apostoła w Gieble
Kościół parafialny pod wezwaniem świętego Jakuba Apostoła w Gieble – XII-wieczny kościół romański, znajdujący się w Gieble, jeden z najstarszych kościołów wiejskich w Małopolsce.

## Historia
Dokładna data budowy kościoła jest nieznana, na podstawie analizy architektoniczno-budowlanej ustalono, że został wzniesiony w połowie XII wieku.
W stanie praktycznie niezmienionym przetrwał aż do początku XX wieku. W latach 1900–1912 została przeprowadzona gruntowna przebudowa kościoła. Pierwotna konstrukcja (prezbiterium i wschodnia część nawy) zostały nadbudowane o ok. 1 metr. Sama nawa została przedłużona w kierunku zachodnim, a oryginalna wieża została zastąpiona nową. Dobudowano także ceglaną zakrystię.
Kościół jest otoczony murem kamiennym, zbudowanym w 1787 roku.
W 1934 roku zostało odnowione wnętrze kościoła.

## Architektura
Kościół znajduje się na wzniesieniu, w centrum wsi Giebło. Zbudowany jest z kamienia ciosanego. Jak większość kościołów romańskich, jest budowlą orientowaną.
Pierwotna konstrukcja była jednonawowa, w trakcie przebudowy przedłużono nawę i wydzielono boczne kruchty. Od strony wschodniej znajduje się kwadratowe prezbiterium. Za prezbiterium znajduje się ceglana zakrystia.
Na zachodnią fasadę składa się jednopolowa wieża zwieńczona spiczastym dachem oraz dwie lekko cofnięte kruchty. Na osi wieży znajduje się prostokątny, półkoliście zamknięty otwór wejściowy, do którego prowadzą betonowe schody. Powyżej kolejno: okrągłe okno oraz dwa okna prostokątne, półkoliście zamknięte. W bocznych kruchtach również znajdowały się okna, obecnie są one zamurowane.

## Wnętrze
Jedyna nawa posiada płaskie ściany oraz 8 dużych, prostokątnych i półkoliście zamkniętych okien, po 4 na ścianie północnej i południowej. Sufit w nawie jest płaski, zbudowany z desek. Pokryty jest tynkiem i ozdobiony malowidłami. W tylnej części nawy znajduje się również chór z organami.
W południowej części nawy znajdował się dawniej półkolisty romański portal, który został zamurowany. Jest on jednak nadal dobrze widoczny z zewnątrz. Ponadto w terakotowej posadzce można łatwo zauważyć granicę pomiędzy starą i nowszą częścią kościoła.

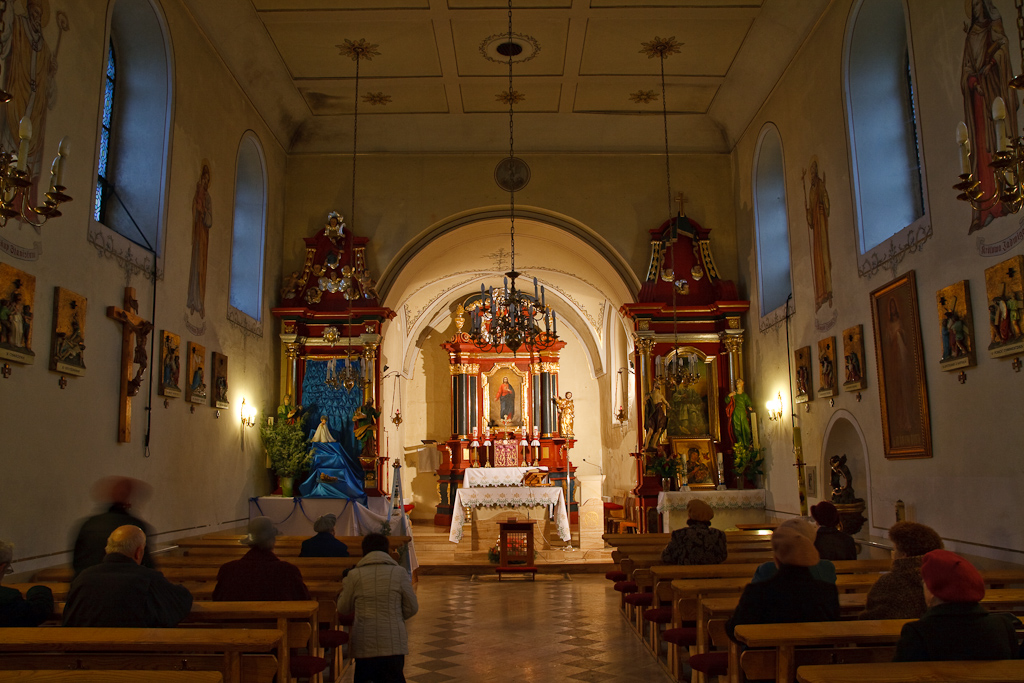
Wnętrze

Nawa otwiera się do prezbiterium szeroką półkolistą arkadą wspartą na dwóch pilastrach. Prezbiterium przykryte jest ceglanym sklepieniem krzyżowym. Od południowej strony jest doświetlone dodatkowym oknem.

## Wyposażenie
Wewnątrz kościoła znajdują się obecnie trzy drewniane ołtarze.
Ołtarz główny wykonany jest z polichromowanego drewna. W centralnej części znajduje się obraz Pana Jezusa Miłosiernego. Z prawej strony ołtarza znajduje się figura patrona parafii, św. Jakuba Apostoła. Ołtarz zdobią dwie kolumny w porządku korynckim i pilastry podtrzymujące belkowanie. Szczyt ołtarza ozdobiony wolutami.
Po lewej stronie nawy znajduje się ołtarz Matki Boskiej Łaskawej (Śnieżnej) z centralnie umieszczonym obrazem Matki Boskiej. Po bokach umieszczone są figury św. Joachima i św. Anny.
Po prawej stronie nawy znajduje się ołtarz św. Antoniego. Niegdyś znajdował się tam obraz przedstawiający klęczącego św. Antoniego, któremu ukazuje się Matka Boska z Dzieciątkiem. Obecnie jest on zastąpiony obrazem przedstawiającym prawdopodobnie młodego świętego. Po bokach znajdują się figury św. Jana Chrzciciela oraz św. Barbary.
Oba ołtarze boczne symetryczne, ozdobione parami kolumn wspierającymi belkowanie i dekorowany szczyt.
W wieży znajduje się dzwon z napisem: „Kosztem par gebelskich, staraniem X Franciszka Mostowicza 1825 r.”.